# 反戰運動

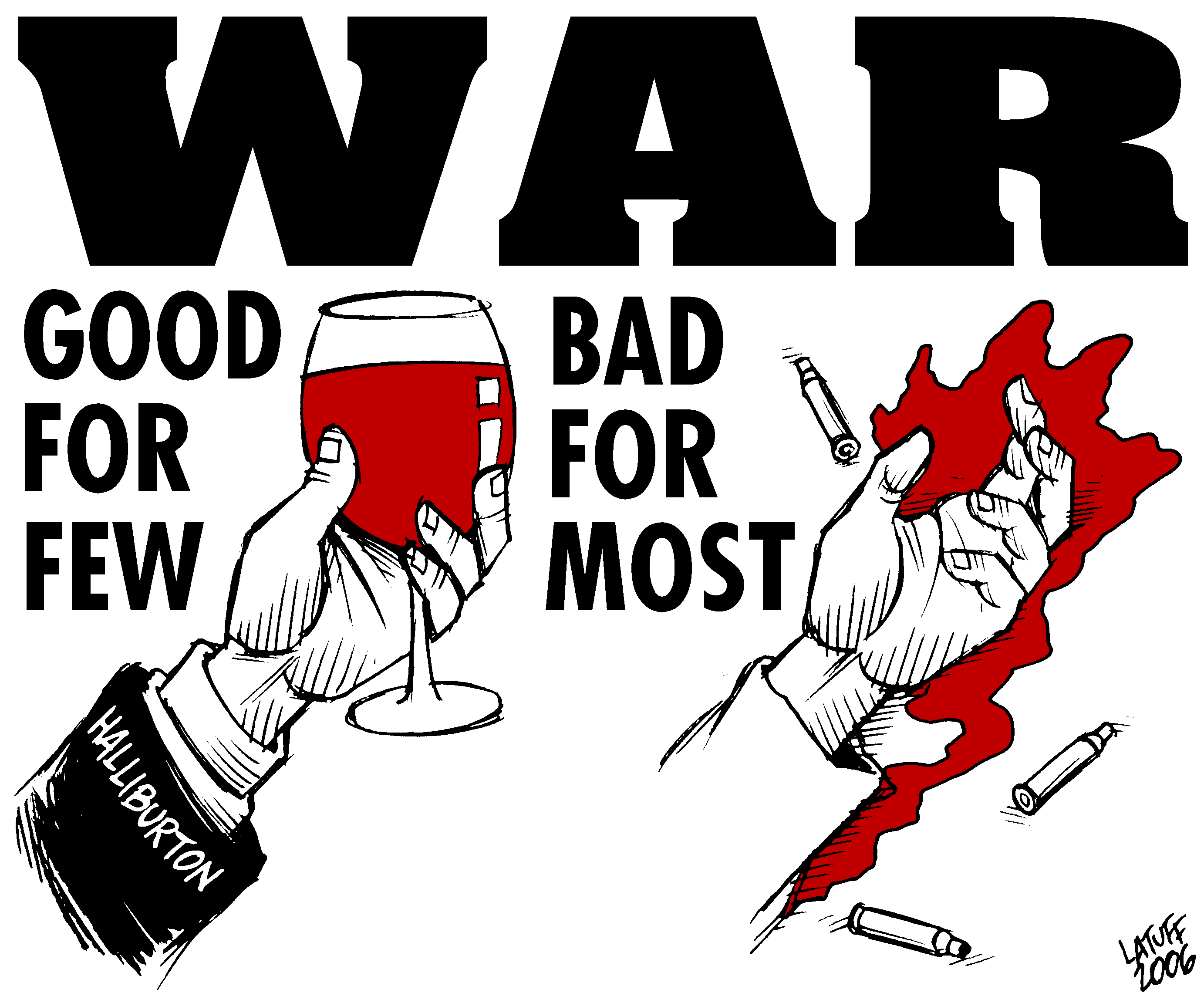
一张反战海报

和平符号，最初来源于核裁军运动

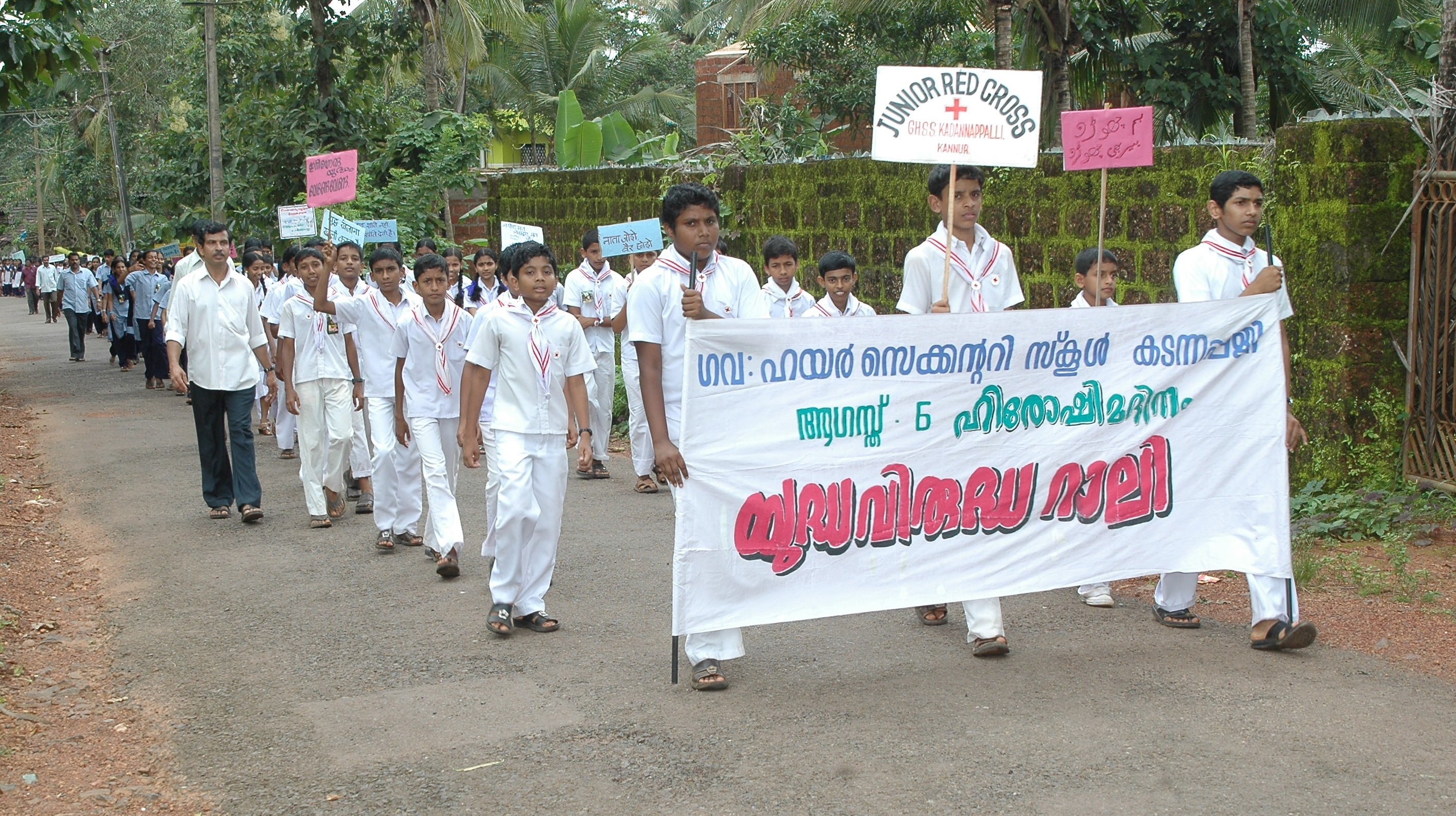
印度帕伊耶恩努尔的反战运动

反戰运动是一种社會運動，通常是指反對某個國家挑起或繼續战争——即便这种战争中可能存在正义性——的行動。反戰一詞也可追溯到和平主義上，該思想反對一切在衝突中訴諸武力的行為。许多活动家将反战运动与和平运动区分开来。反战活动家常会通过各类草根手段向政府施压要求停止战争或避免战争。

## 历史

### 美国独立战争
英国国内持续的反对声浪导致英国下议院于1783年2月27日投票反对进一步扩大美国的战争，为随后的第二次罗金汉内阁及1783年的巴黎条约铺平了道路。

### 美国内战前
美国在1812年战争结束后，内战开始之间的这段时间里产生了大量的反战情绪。同一时期，英国也出现了类似的运动。这些运动中既有严格的和平主義，也有较为温和的不干預主義。包括拉尔夫·沃尔多·爱默生、亨利·戴维·梭罗、威廉·埃勒里·钱宁、威廉·拉德、挪亚·伍斯特、托马斯·科格斯韦尔·阿珀姆和阿萨·马汉在内，这一时期的知识分子发表了一系列反战的文学作品。美国各地的和平运动家还成立了各种和平协会，其中最著名的是美国和平协会，各类和平出版物和书籍也在这一时期迅猛增长。美国和平协会于这一时期出版的《和平之书》也被誉为有史以来最杰出的反战文学作品之一。
这一时期的反战文学多聚焦于两个主题，一是要求建立一个国际法庭来裁决国家间争端，二是强调战争导致道德沦亡及社会暴力频发。

### 美国内战

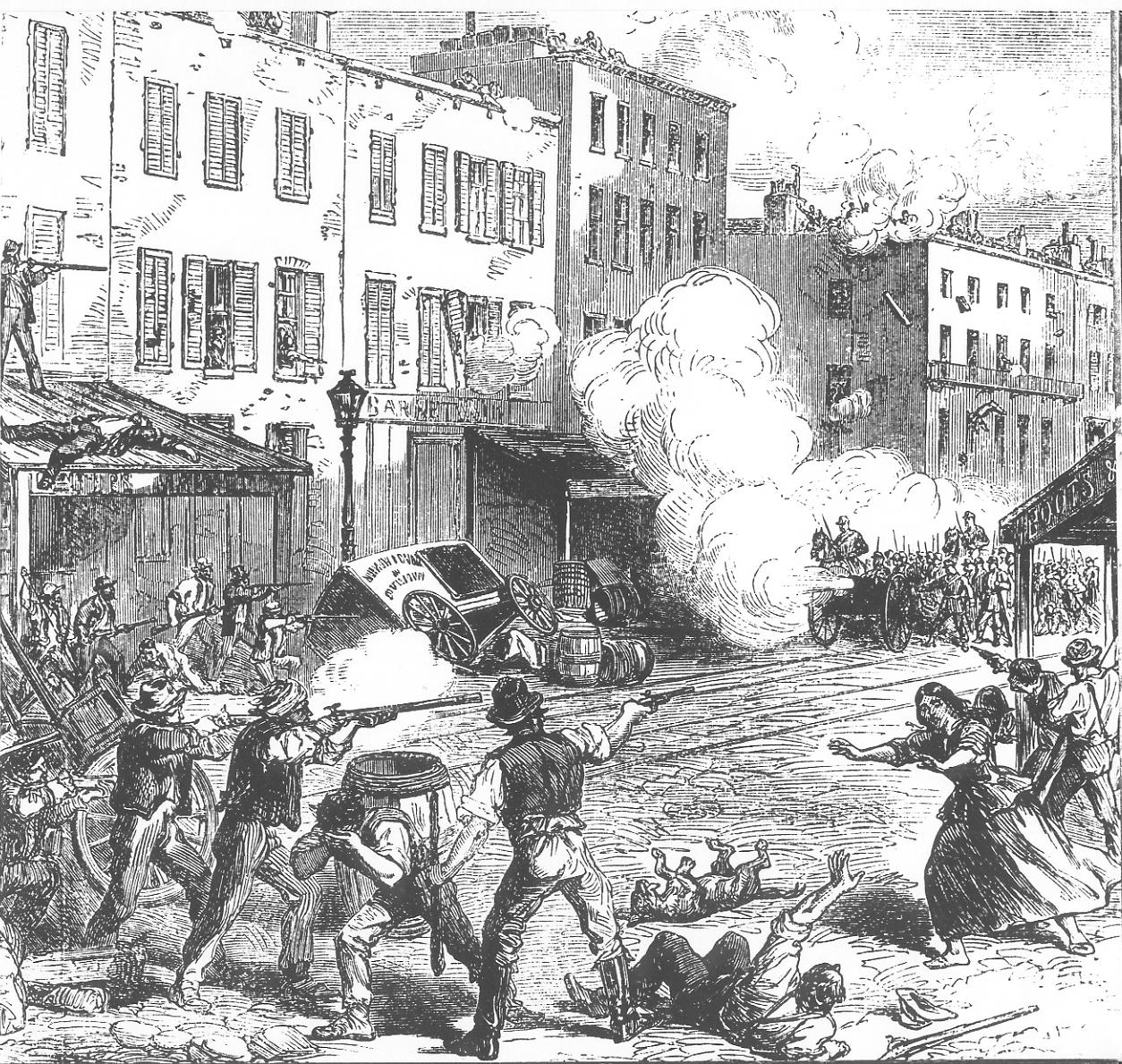
暴徒袭击联邦部队的情景

早期美国反战文學及社会运动的一个关键事件是美国内战，其高潮为乔治·B·麦克莱伦作为和平民主党人参选美国总统，以反对现任总统亚伯拉罕·林肯。其中出现了美国反战立场的轮廓：维持战争的成本远低于收益的论述，结束战争恐怖的呼吁，以及战争是为了某一利益集团的利益而发动的观点。美国的征兵制也遭到了反对：除非提供一笔不菲的资金，青年们将被征兵。这样的制度使得青年们感到不满，继而爆发了纽约征兵暴动。这场暴乱至少导致了120人的死亡，估计2000人受伤，损失约一百万美元；最后这场暴动被军警镇压。

### 第二次布尔战争
威廉·托马斯·斯蒂德组建了停止战争委员会以反对第二次布尔战争。

### 第一次世界大战

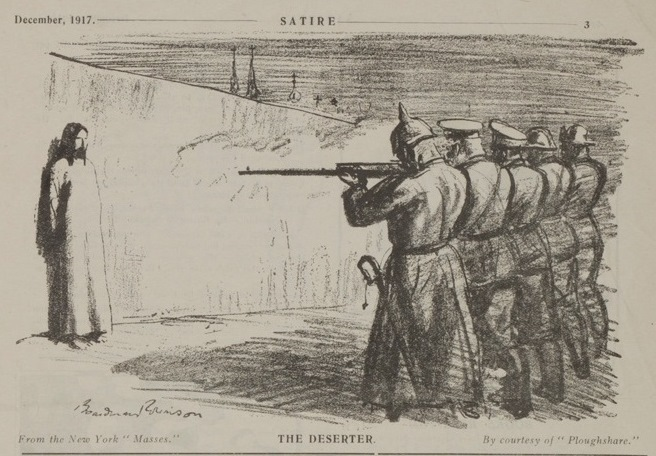
博德曼·鲁滨逊于1916年所绘的《逃兵》

1914年，英国公立学校军官训练营在索尔兹伯里平原附近的蒂德沃斯营地举行了每年一度的训练活动。基奇纳伯爵本应视察这次的训练活动，但由于一战爆发未能成行。赫拉斯·史密斯-多伦将军被派来代替视察，他对着在场的两三千学员说道：“几乎应该不惜一切代价避免战争，战争解决不了任何问题，只会让欧洲和世界上的其他地方变成废墟，战争会造成大量的生命逝去，会把一个地区的几乎所有人杀光。我和我们那时的许多人在对战争一无所知的时候也对一个说出这些令人沮丧和不爱国情绪话语的英国将军感到羞愧，但在接下来的四年里，我们这些在大屠杀中幸存下来的人——可能只有不到原本那些人的四分之一——了解到了将军的预言是多么正确，他说出这种预言是多么勇敢。”这些话并没有对这位将军的仕途造成什么影响，也没有影响到他在一战中履行自己的职责。
随着战争的日益机械化，对其造成恐怖的反对也日益增加。包括达达主义在内的欧洲的前衛文化运动具有明确的反战态度。

### 第二次世界大战
第二次世界大战前夕，大日本帝國的少壮派军官与日本的共产主义人士发生冲突，比如五一五事件。在1930年代的大萧条以前，当时的日本处于大正民主时期，此时日本的各种政治、文化、社会运动正值高潮。左翼人士开始批判军队、支持裁军，这些举动也使得政府开始裁军。
当1930年大萧条来临时，日本经济急剧萎缩。这种事件客观地促进了青壮派军官与左翼人士的冲突。納粹德国在面对大萧条时也有着相同的困境。而意大利王國因一战后沒有分得领土而令法西斯崛起。这三个国家均选择了极端民族主义，导致了二战的开始。

### 越南战争

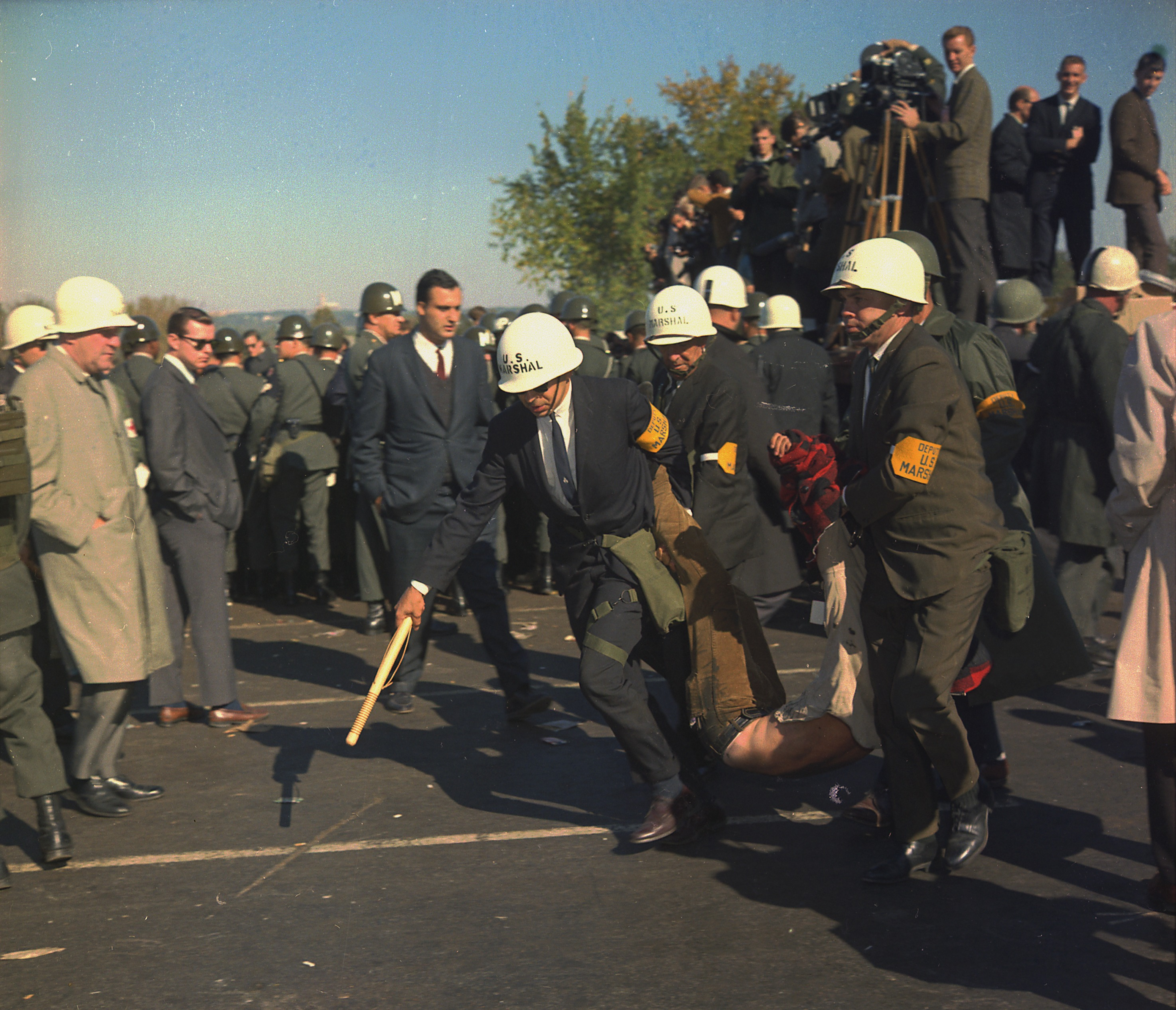
美国法警在华盛顿特区逮捕一名越战抗议者的情景，摄于1967年

20世纪五十年代，随着摇滚文化与共产主义的影响，美国的左翼思潮逐渐扩展开来。
美国在几乎同一时间介入了越南战争，遭到左翼学生的反对。戰爭歷經约翰·肯尼迪、林登·约翰逊、理查德·尼克松三任總統。其中肯特大学的反战游行遭到国民警卫队镇压成为了整个反战运动的最高潮，尽管尼克松政府对肯特大学的镇压惨案不断道歉，这个事件也成了美国的污点之一。
1975年，越南战争结束。这场战争的结束也意味着美国反战运动的告一段落，但反战运动所遗下的左翼思想已经成为了美国文化的一部分。

### 伊拉克战争
2003年3月20日，美国总统小布什以推翻薩達姆·海珊政权为由发动了伊拉克战争。
这场战争引起了大量反战人士的反对，反战人士认为这场战争是不正义的，質疑小布什政府是为石油而战。關於对伊战争的反战游行通常被看作是越南战争反战运动思潮的延续。

### 顿巴斯战争
2014年克里米亚危机后，莫斯科的反战和反普京示威者数次上街反对顿巴斯战争。

### 2022年俄罗斯入侵乌克兰

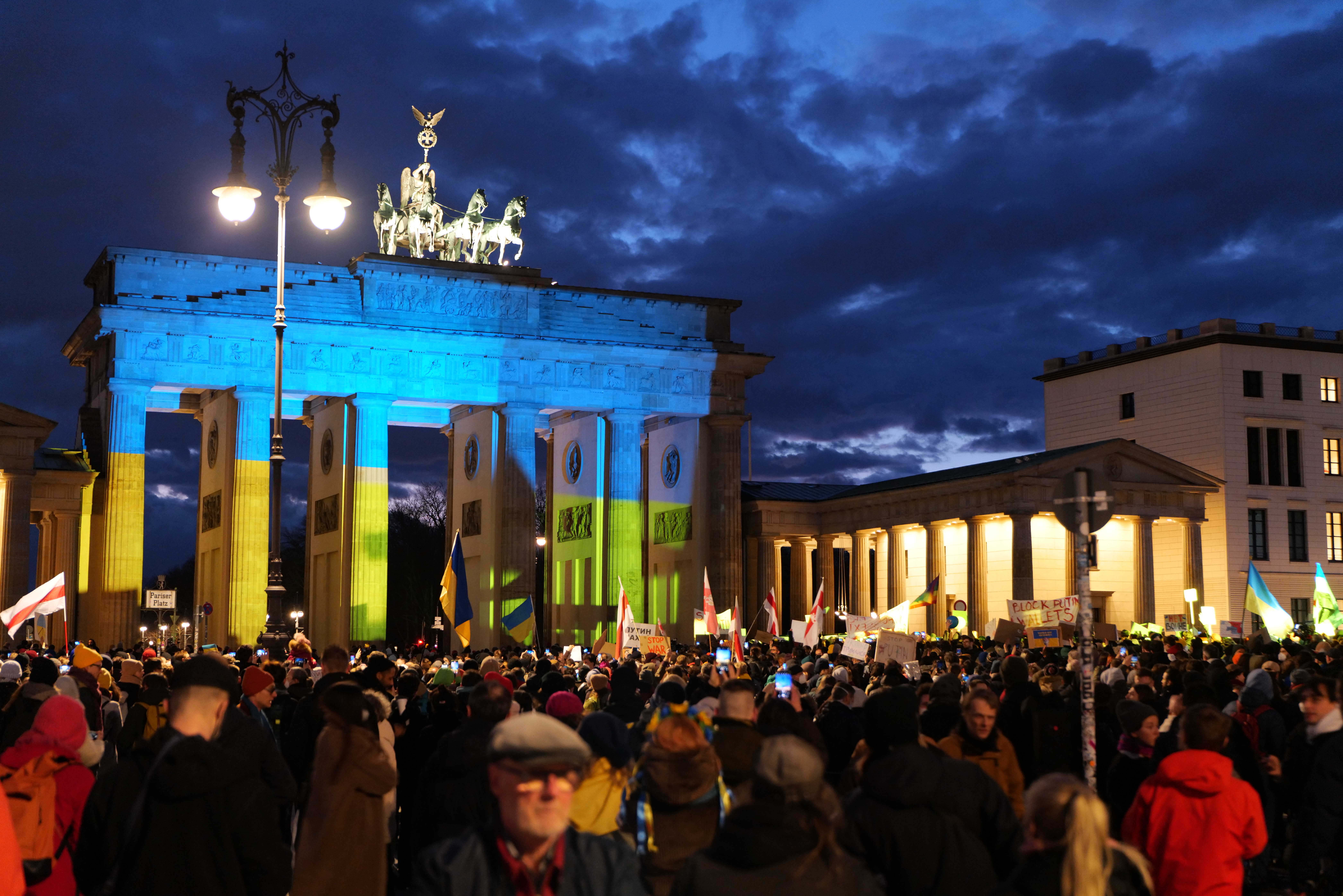
德国柏林勃兰登堡门的反战示威者

2022年2月24日，俄罗斯总统普京以“去军事化”和“去纳粹化”为由入侵乌克兰。2022年2月27日，普京要求该国的核威慑部队进入高度戒备状态。
国际社会普遍强烈谴责俄罗斯的入侵行径，并对俄罗斯实施史上最严厉的制裁措施，进而引发了2022年俄罗斯金融危机。全球多地爆发反对战争的抗议活动，而在俄罗斯的反战抗议人士则遭到了俄罗斯当局的大规模逮捕。

### 2023年以色列—哈瑪斯戰爭
自以色列—哈馬斯戰爭開始以來，世界各地發生了多次反戰爭抗議活動，抗議活動有的反对以色列，有的反对哈马斯。

## 关于反战的艺术与文化
第一次世界大战造就了一代的反战诗人和作家，他们的作品深受其战争经历之影响。与鲁珀特·布鲁克的十四行诗表现出的面对死亡的理想主义不同，威爾弗雷德·歐文、西格里夫·萨松等诗人在战壕中写成的作品更着重于揭露战争的残酷和质问战争的意义。在被讴歌颂扬的爱国主义面前，他们痛斥鼓动战争者的虚伪。此外，德国作家埃里希·玛利亚·雷马克所著《西线无战事》经过多次改编，已成为最常被引用的反战作品。
毕加索1937年的画作《格尔尼卡》以超现实主义方式表达了对西班牙內战時，西班牙國民軍和長槍党請求納粹德國空军轰炸格尔尼卡的强烈控诉。美国作家库尔特·冯内古特在其1967年的小说《第五號屠宰場》中，运用科幻元素，结合其亲身经历，再现了第二次世界大战中的德累斯顿轰炸。
二十世纪下半叶的反战文化领域依旧风起云涌。反战音乐和反战电影层出不穷，它们或针对整个冷战的大环境，或针对例如越南战争等特定事件。当代的伊拉克战争同样催生了大量的反战艺术作品。例如创下美国纪录片最高票房记录的反战电影麦克·摩尔的《华氏911》和2006年加拿大音乐家尼尔·杨的专辑《Living with War》。

### 音乐
反战音乐多出现在越南战争时期，随着嬉皮士文化兴起。约翰·列侬是活跃在上世纪70年代的音乐家，以左翼思想闻名，《Imagine》是其代表作。鲍勃·迪伦是著名的民谣作者，同样也有大量的反战音乐作品，例如《Blowin' in the Wind》。

### 文学
反战文学出现面广，多出现在第二次世界大战战后时代。反战文学也是属于20世纪中期左翼文学的一部分。
唐代杜甫的《兵车行》、白居易的《蛮子朝》与《新丰折臂翁》是中国古代为数不多的反战主题诗歌的代表作。
第一次世界大戰後，德國作家雷馬克，以自身在西線戰場從軍的經歷為基礎，寫下了《西線無戰事》一書，成為戰間期的反戰文學代表。